# Köprätt
Köprätt omfattar den rättslära inom avtalsrätten som behandlar köp av olika slag. 

## Svensk köprätt
De köprättsliga lagarna i Sverige reglerar köp av lös egendom och av vissa konsumenttjänster. Regler om köp av fast egendom ingår inte i köprätten, utan i fastighetsrätten. De främsta köprättsliga lagarna är: 
- köplagen (1990:931) som innehåller bestämmelser om köp av lös egendom
- konsumentköplagen (1990:932) som gäller när en konsument köper lös sak av en näringsidkare
- konsumenttjänstlagen (1985:716) som reglerar vissa typer av avtal om tjänster som näringsidkare utför åt konsument
- konsumentkreditlagen (2010:1846) som gäller alltså krediter som näringsidkare lämnar eller erbjuder en konsument.
- lagen om obehöriga transaktioner med betalinstrument (2010:738)
- avbetalningsköplagen (1978:599)
- lagen om distansavtal utanför affärslokaler (2005:59)

## Internationell köprätt
Den internationella köprätten reglerar främst lagval då avtalsparterna har sin hemvist i skilda stater, dvs. vilket lands lagstiftning som ska tillämpas vid en eventuell tvist. En grundprincip är att parterna själva kan avtala om vilket lands lagar som ska gälla för köpet. Detta fastslås i internationella överenskommelser och konventioner. Görs inget lagval reglerar dessa vilket lands lagstiftning som ska tillämpas.
- Haagkonventionen införlivades i svensk rätt 1964 genom lagen om tillämplig lag beträffande internationella köp av lösa saker (1964:528). Om lagval inte framgår av avtalet ska lagen i det land där säljaren har sin hemvist tillämpas. Lagen är inte tillämplig för konsumentköp, köp av värdepapper eller köp av registrerade fartyg- eller luftfartyg.
- Europeiska Unionens bestämmelse Rom I förordningen, reglerar tillämplig lag för avtalsförpliktelser. Förordningen är tillämplig på avtal generellt inte enbart för köp. Rom I förordningen[1] och Haagkonventionen[förtydliga] överlappar varandra till stor del men vid en lagkonflikt ska Haagkonventionen ges företräde. Rom I har universell tillämpning och ska därför tillämpas även om det är lagen i en stat som inte ingår i EU. En annan viktig aspekt är artikel 6 i konventionen som reglerar konsumentköp. Om parterna inte avtalat om lagval är huvudregeln att lagen i det land där konsumenten har sin hemvist ska gälla för avtalet. Särskilda bestämmelser finns även för transportavtal, försäkringsavtal och enskilda anställningsavtal.
- Internationella köplagen, FN:s "Convention on Contracts for the International Sale of Goods" (CISG), är antagen lag i Sverige, lagen om internationella köp (1987:822). Konventionen är en gemensam internationell köplag med syfte att underlätta internationell handel genom ökad förutsebarhet och transparens. Avtalsparterna är fria att själva välja tillämplig lagstiftning men om lagval saknas tillämpas de kontraktsrättsliga bestämmelserna i CISG. Konventionen är ej tillämplig vid köp för privat bruk. Den gäller alltså inte för konsumentköp eller för köp mellan privatpersoner. För konsumentköp gäller bestämmelserna i Rom I förordningen och för köp mellan privatpersoner gäller Haagkonventionen, alternativt Rom I. CISG gäller alltså bara för köp mellan näringsidkare eller för köp där privatperson säljer en vara till en näringsidkare.

## Källhänvisning
- Gerhard, P, Köprättens grunder, 13 uppl, Liber AB, Stockholm 2015.
- Ferrari, F, "Rome I Regulation", 1 uppl, sellier european law publishers, München 2015.

1. ↑  Rom-I förordningen